# Apollōn Tsochlas
Apollōn Tsochlas (in greco Απόλλων Τσόχλας?; Cefalonia, 20 agosto 1983) è un cestista greco.